# BMW Strahljäger IV
O BMW Strahljäger IV foi um projecto da BMW para um avião de caça. Foi o maior design dos quatro Strahljäger, em grande parte devido ao seu motor a jato BMW 018. O armamento consistia em dois canhões MK 108 de 30 mm.